# Вільгельміна Шварцбург-Рудольштадтська
Вільгельміна Софія Елеонора Шварцбург-Рудольштадтська (нім. Wilhelmine Sophie Eleonore zu Schwarzburg-Rudolstadt), 22 січня 1751 — 17 червня 1780) — принцеса Шварцбург-Рудольштадтська з дому Шварцбургів, донька князя Шварцбург-Рудольштадту Йоганна Фрідріха та принцеси Саксен-Веймарської та Саксен-Ейзенахської Бернардіни Крістіани Софії, дружина князя Нассау-Саарбрюкену  Людвіга.

## Біографія
Народилась 22 січня 1751 року у Рудольштадті. Була третьою дитиною та третьою донькою в родині князя Шварцбург-Рудольштадту Йоганна Фрідріха та його дружини Бернардіни Крістіани Софії Саксен-Веймар-Ейзенахської. Мала старших сестер: Фредеріку та Софію Ернестіну. Мешкало сімейство у палаці Гайдексбург.
Втратила матір у 6-річному віці. Батько більше не одружувався.

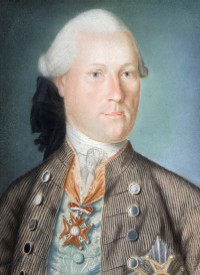
Портрет Людвіга пензля невідомого майстра

У 15-річному віці була видана заміж за 21-річного спадкоємного принца Нассау-Саарбрюкену Людвіга. Весілля відбулося 30 жовтня 1766 у Шварцбурзькому замку. У березні 1768 року з'явилась єдина дитина подружжя.
У липні того ж року Людвіг успадкував князівство. Типовий представник освіченого абсолютизму, він провів сучасні тому часові реформи. Втілюючи політику жорсткої економії, однак, виділяв гроші на будівництво. Подружнє життя правлячої пари виявилося нещасливим, і Вільгельміна з сином оселилися в палаці Монплезір на горі Хальберг, з якої відкривався чудовий вид на саарські міста.
Померла княгиня молодою 17 червня 1780 у віці 29 років.

## Родина
Чоловік —  Людвіг Нассау-Саарбрюкенський
Діти:
- Генріх Людвіг (1768—1797) — князь Нассау-Саарбрюкену у 1794—1797 роках за часів окупації країни французами, був одружений з Марією Францискою фон Монтбарей, дітей не мав.[3]